# Chałat

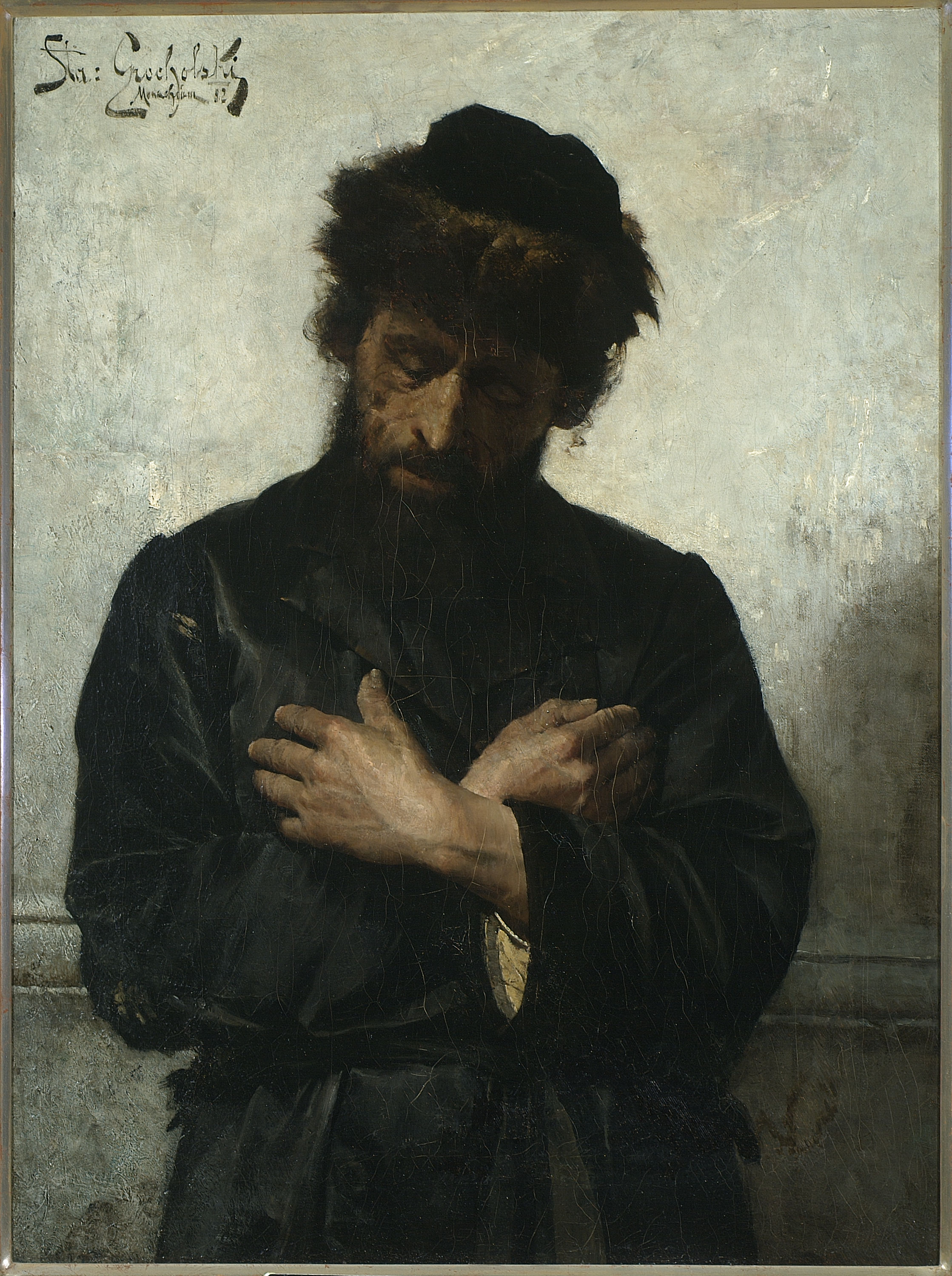
Modlący się Żyd w chałacie na obrazie Stanisława Grocholskiego

Chałat (także kapota) – szeroka wierzchnia odzież zapinana z przodu i sięgająca stóp, noszona zwłaszcza przez Żydów we wschodniej Europie.
W Małopolsce, chałat to też nazwa stroju szkolnego lub fartucha, który noszą biolodzy, chemicy, archiwiści i lekarze.

## Opis
Pochodzenie chałatu nie jest jednoznaczne. Jedna z teorii mówi, że kojarzy się najczęściej ze staropolskim żupanem, gdyż w tamtych czasach Żydzi mieli ciągoty do adaptowania dla siebie różnych elementów polskiego stroju narodowego. Według innej teorii chałat jest po prostu nawiązaniem do stroju wschodniego, noszonego zarówno w Ziemi Izraela, jak i w Rzeczypospolitej Obojga Narodów na przykład przez Ormian, gdyż chałat uważany od XVIII wieku za pospolity ubiór polskich Żydów miał do wschodniego stroju bardziej podobny fason niż do żupana.
Początkowo Żydzi nosili kolorowe chałaty, ale od momentu ich prześladowań w czasie powstania Chmielnickiego (1648–1657), potopu szwedzkiego (1655–1660) i rzezi humańskiej (1768) zaczęły przeważać czarne. W XIX wieku noszono tylko i wyłącznie czarne chałaty, jako wyraz ascetyzmu i żałoby po zburzeniu Świątyni Jerozolimskiej przez Rzymian w 70 roku naszej ery. Natomiast dla ortodoksyjnych Żydów i chasydów noszony przez nich chałat stał się symbolem wierności tradycji.

## Chałaciarz
Istniejące w publicystyce wyrażenie „chałaciarz” oznaczające biednego i zacofanego Żyda sugeruje, że chałat był wyznacznikiem ubóstwa. Jednak większość Żydów posiadała chałaty noszone codziennie oraz takie, które zakładali na przykład w święta lub wychodząc do synagogi. Dodatkowo zdarzało się że niektóre chałaty szyto na przykład z atłasu lub jedwabiu. Powszechność noszenia chałatu przez polskich Żydów wiązała się z przesłanką do odchodzenia od widocznych oznak zamożności, jaka powstała w kulturze żydowskiej od drugiej połowy XVII wieku.